# Sénatus-consulte du 22 avril 1863
Le sénatus-consulte du 22 avril 1863 est une loi, voté par le Sénat français sous le Second Empire, visant à organiser la propriété foncière en Algérie et à délimiter les territoires des tribus et des douars. Elle s'intègre à une succession d'ordonnances et de lois bouleversant la situation foncière de l'Algérie coloniale.

## Objectifs du sénatus-consulte
Le sénatus-consulte du 22 avril 1863 reconnaît aux tribus la propriété des territoires dont elles ont la jouissance permanente et traditionnelle à quel titre que ce soit ; d'autre part, au-delà de la propriété collective des terres, il énonce les mesures devant permettre de faciliter la propriété individuelle. 
À cette fin, le sénatus-consulte prévoit trois opérations : 
- la délimitation du territoire des tribus,
- la répartition des terres entre les différents douars,
- enfin, dans toute la mesure du possible, l'établissement de la propriété individuelle entre les membres des douars[1].